# Kościół Matki Boskiej Licheńskiej w Skoszewie
Kościół Matki Boskiej Licheńskiej w Skoszewie – kościół filialny położony w Skoszewie, 
w gminie Wolin, w województwie zachodniopomorskim. 
Należy do parafii św. Mikołaja w Wolinie
Kościół znajduje się w dawnym budynku szkolnym. Jest użytkowany w ten sposób od 1986 roku. Kościół został poświęcony 4 października 1997 roku. 
Na środku prezbiterium jest obraz Matki Boskiej Licheńskiej. W świątyni znajduje się również portret Jana Pawła II, Matki Boskiej z Dzieciątkiem i Jezusa wśród owiec.